# 浜松学芸中学校・高等学校
浜松学芸中学校・高等学校（はままつがくげいちゅうがっこう・こうとうがっこう）は、静岡県浜松市中央区中心部にある私立中学校・高等学校(併設型中高一貫校)。設置者は学校法人信愛学園。静岡県内で2番目に古い伝統を持つ私学である。
私立校では全国で唯一、文部科学省「地域との協働による高等学校教育改革推進事業」（地域魅力化型）の指定校に採択された。また、同「新時代に対応した高等学校改革推進事業（普通科改革支援事業）」の指定校に採択されている。

## 設置形態
- 中学校
- 高等学校 - 全日制課程
  - 普通科（特進コース）
  - 探究創造科（地域創造コース・科学情報コース）
  - 芸術科（音楽コース・美術コース・書道コース）

## 沿革
- 1893年 - 中村萬吉・みつ夫妻が現在の浜松市中央区田町の分器稲荷神社社務所に私塾 「不如学舎」（本校の前身）を開講。中村みつ、女子部の主任となる。
- 1902年 - 長谷川貞雄（貴族院議員）、平野又十郎（西遠銀行頭取）を設立者として現在の浜松市中央区利町に「浜松裁縫女学校」を開校。県の認可を得る。中村みつ、初代校長に就任。
- 1907年 - 現在の浜松市中央区常盤町に移転。
- 1909年 - 下田歌子の作詞による第一校歌を制定。
- 1922年 - 「浜松高等裁縫女学校」と改称。
- 1928年 - 現在の浜松市中央区下池川町に移転。
- 1929年 - 「浜松高等家政女学校」と改称[4]。
- 1941年 - 「浜松信愛女学校」と改称。
- 1944年 - 「信愛女子商業学校」と改称。財団法人化[5]。
- 1945年 - 艦砲射撃を受け、校舎が大破する。
- 1946年 - 「信愛高等女学校」と改称。
- 1947年 - 「信愛中学校」を併設。
- 1948年 - 学校教育法に基づき財団法人の下に「信愛高等学校」を設置。中学校は「附設中学校」へと改称。
- 1950年 - 財団法人「信愛学園」を学校法人「信愛学園」に改組。
- 1954年 - 商業科を新設。創立50周年記念式典を挙行。
- 1961年 - 普通科・商業科・家庭科の3科を改め、普通科として、A（家庭）コース・B（商業）コース・C（普通）コースの3コース制へと再編。
- 1962年 - 高校を「信愛学園高等学校」へ、附設中学校を「信愛学園中学校」へと改称。理事長・中村隆作詞による第二校歌「信愛の鐘」を制定。創立60周年記念式典を挙行。
- 1964年 - NHK学園協力校となる。
- 1965年 - 音楽科を新設。音楽館本館が落成。
- 1972年 - 創立70周年記念式典を挙行。東館が落成。
- 1973年 - 「信愛学園中学校」を廃止。
- 1978年 - 普通科のコースを、A（家庭）コース・B（商業）コース・C（進学）コースに改称。
- 1981年 - 音楽科、第1回定期演奏会を浜松市民会館で開催。
- 1982年 - 北館が落成。
- 1983年 - 中村記念館（大ホール・生徒ホール）が落成。
- 1984年 - 特別館（同窓会室・部室等）が落成。
- 1987年 - 普通科に全国初の電子オルガンコースを新設。創立85周年記念式典を挙行。
- 1989年 - 音楽科の実績が認められ、静岡県私学教育振興会の教育委託校となる。
- 1990年 - 普通科に美術造形コースを新設。音楽科創立25周年記念演奏会を開催。
- 1993年 - 電子オルガンコースと美術造形コースを普通科から切り離し、それぞれ電子音楽科、美術造形科とする。電子音楽科設立記念演奏会を開催。
- 1994年 - 財団法人音楽教育振興財団より、音楽科が高等学校としては初の音楽教育振興賞を受賞する。音楽科創立30周年記念演奏会を開催。
- 1995年 - 新たな試みとして「ときわ祭」の前夜祭を開催し、ピーター・フランクル氏の講演会を実施。
- 1996年 - 高校を「浜松学芸高等学校」へと改称、男女共学となる。普通科に難関大学を目指す特進Cコースと県内初の吹奏楽コースを新設。
- 1997年 - 学園長・中村隆作詞、鳥山妙子作曲による校歌「学芸の詩」を制定。
- 1998年 - 電子音楽科が文部省より2年間、私学で初の高校教育多様化実践校の指定を受ける。
- 2000年 - 心の教育の一環として日課となっている「朝の読書」が、第14回「はごろも教育研究奨励賞」学校賞を受賞[6]。
- 2001年 - 理事長・服部頴明が浜松市勢功労者に選ばれ、浜松市制施行90年記念式典で表彰される。
- 2002年 - 普通科に東海地方初の書道コース、進学／教養コースを新設。創立100周年記念式典を挙行。
- 2005年 - 各コース・学科を、普通科（特進Cコース・進学コース）、芸術科（音楽課程・電子音楽課程・美術課程・書道課程）へと再編。
- 2008年 - 「浜松学芸中学校」を併設。普通科の進学コースはこの年から廃止、特進コースのみとなる。体育館を新築。
- 2009年 - テニスコートを取得。
- 2013年 - 隣接地を第3グラウンドとして取得。
- 2014年 - 音楽課程創立50周年記念式典を挙行。
- 2015年 - ゴルフ練習場を設置。
- 2017年 - 特別活動の一環として、生徒が主体的にテーマを設定して取り組む「探究活動」を開始。
- 2019年 - 美術課程30周年記念イベントを開催し、山田五郎氏の講演会を実施。文部科学省「地域との協働による高等学校教育改革推進事業」（地域魅力化型）の研究指定校となる。
- 2020年 - 普通科に地域創造コースを設置。芸術科の課程を音楽コース・美術コース・書道コースに再編・改称。
- 2021年 - 普通科に科学創造コースを設置。
- 2022年 - 文部科学省「新時代に対応した高等学校改革推進事業（普通科改革支援事業）」の指定校となる。
- 2024年 - 南館落成。探究創造科を新設し、普通科地域創造コース・科学創造コースを探究創造科地域創造コース・科学情報コースに再編・改称。

## 歴代校長
- 初代 中村みつ（創立者） ≪明治35(1902)年10月30日～昭和17(1942)年5月13日逝去≫
- 第2代 中村春治郎（理事長兼任） ≪昭和17(1942)年5月13日～昭和33(1958)年8月14日逝去≫
- 第3代 中村春子 ≪昭和33(1958)年8月14日～昭和51(1976)年 3月31日退任≫
- 第4代 服部頴明（ひであき）≪昭和51(1976)年4月1日～平成 8(1996)年3月31日退任≫
- 第5代 中村誠 ≪平成8(1996)年4月1日～平成21(2009)年3月31日退任≫
- 第6代 大塚功 ≪平成21(2009)年4月1日～平成28(2016)年3月31日退任≫
- 第7代 内藤純一 ≪平成28(2016)年4月1日～現在に至る≫ 森真人（中学校長） ≪令和3(2021)年4月1日～現在に至る≫

## 校訓
内観・受容・継続

## 概要
- シンボルカラーは深緑。校章や制服に配される。
- 制服は男女とも世界的デザイナー・渡辺弘二によるデザイン。第1回女子制服コンテストでグランプリ受賞。『プチセブン』（小学館）全国高校制服グランプリにおいて静岡県の部で3年連続第1位。渡辺麻友（AKB48）が全国の制服を着用した姿を掲載した写真集『渡辺麻友 制服図鑑 最後の制服』（集英社・2013年4月19日発行・ISBN 978-4087806779）に採用されている。女子はブレザーとスラックスタイプ（男子と同じデザイン）の制服を着用することもできる。
- 毎年「ときわ祭」と呼ばれる文化祭が開催される。
- 体育祭の際には後夜祭または前夜祭が行われ、夜にはグラウンドから花火が打ち上げられる（2022年、グラウンド芝生化に伴い花火は中止）。
- 年1回、球技大会が行われる。
- 卒業生の会として、「ときわの会」がある。

## 施設
- 本館 地上4階建て(一部5階建て)
- 東館 地上4階建て
- 北館 地上4階建て
- 南館 地上5階建て
- 特別館 地上4階建て
- 音楽館 地上3階建て (取り壊し予定)
- 中村記念館ホール
- 学芸レストラン
- 体育館
- グラウンド

## 進路
複数の学科・コースを有し、またそれぞれ性質が異なるため、2020年度の進路は約80％が大学進学、約2％が短期大学進学、約4％が専門学校進学、約2％が就職と多様である。
1996年度に特進Cコースを設置して以来進学に力を入れ、2005年度からは選抜クラス（東大クラス）が設置された。
これまでに東京大学へ3名、京都大学・防衛医科大学校・慶應義塾大学医学部へも合格者を出している。
また、芸術科からも東京藝術大学（音楽学部・美術学部）等の難関大学に多数合格者を出している。
2006年度には「週刊ダイヤモンド」で有名大学合格者を大幅に増やした高校伸び指数全国2位と報道された。

## アクセス
- 遠鉄バス - 浜松駅バスターミナル13・14番乗り場から全路線「学芸高校前」下車。徒歩約1分
- 遠州鉄道西鹿島線八幡駅から西に徒歩約10分。